# Semiotisches Dreieck

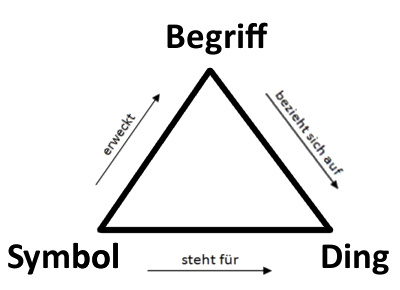
Das semiotische Dreieck stellt die Relation zwischen dem Symbol, dem dadurch hervorgerufenen Begriff und dem damit gemeinten realen Ding dar.

Das semiotische Dreieck ist ein in der Sprachwissenschaft und Semiotik verwendetes Modell. Es soll veranschaulichen, dass ein Zeichenträger (Graphem, Syntagma, Symbol) sich nicht direkt und unmittelbar auf einen außersprachlichen Gegenstand bezieht, sondern dieser Bezug nur mittelbar durch eine Vorstellung/einen Begriff erfolgt. Das semiotische Dreieck publizierten erstmals Charles Kay Ogden und Ivor Armstrong Richards in dem Werk The Meaning of Meaning (1923).

## Vereinfachte Beschreibung
- Die Welt besteht aus Gegenständen, Sachverhalten, Ereignissen und Ähnlichem. Diese sind Teil der Wirklichkeit und eines bestimmten Geschehens. Das Symbol für ein Einzelnes davon steht in den folgenden Dreiecken rechts und bedeutet vereinfacht: Ding oder „was Sache ist“.
- Wenn der Mensch ein Ding bemerkt oder sich vorstellt, macht er sich ein gedachtes Bild davon. Das Symbol dafür steht in den folgenden Dreiecken oben und bedeutet: Begriff oder „was man meint“.
- Wenn Menschen von Dingen reden, so verwenden sie Laute, Schriftzeichen oder Gebärden, mit denen sie Begriffe ausdrücken. Das sind wahrnehmbare Ausdrücke, Wörter oder Symbole, die als Bezeichnungen gebraucht werden. Das Symbol dafür steht in den folgenden Dreiecken links und bedeutet: Ausdruck oder „was man dazu sagt“.
- Ding, Begriff und Ausdruck sollen beim Sprechen eindeutig zusammengehören. Das gelingt nicht immer, vielmehr muss man immerzu aufpassen, ob der eben verwendete Begriff das betrachtete Ding richtig erfasst, ob der eben verwendete Ausdruck den gemeinten Begriff trifft, und sogar ob das eben betrachtete Ding überhaupt eins ist und nicht etwa einige oder gar keins. Passen die drei Ecken nicht zueinander,

„So entstehen leicht die fundamentalsten Verwechslungen (deren die ganze Philosophie voll ist).“

## Als bildliche Darstellung der Mehrdimensionalität der Zeichen
| Begriff /\ / \ / \ / \ / \ Zeichen ...... Gegenstand (Wort) (Ding) |

Das semiotische Dreieck ist zunächst nur ein bildliches Hilfsmittel, um sich Beziehungen „im“ bzw. „des“ Zeichens zu veranschaulichen. Seine Interpretation und nähere Ausgestaltung hängt daher von der zugrunde gelegten Erkenntnistheorie ab.
In entscheidender Weise wird durch das semiotische Dreieck veranschaulicht, dass zwischen dem Wort (der Zeichenform, d. h. dem Schriftbild oder dem Lautbild) und dem Bezeichneten (Ding, Gegenstand) keine direkte Beziehung, sondern nur durch (mindestens) eine hier so genannte Vermittlungsinstanz vermittelte Beziehung besteht. Graphisch wird dies durch eine unterschiedliche Linie dargestellt.
Gebräuchlich ist ein Dreieck. Entscheidend ist die nicht-direkte Beziehung zwischen Zeichen (Wort) und Gegenstand (Ding). Je nach Anzahl der zu veranschaulichenden (nicht auszublendenden) Bezugspunkte und Vermittlungsinstanzen und der Art der betonten Beziehungen kann man auch ein Quadrat, ein sonstiges Vieleck bzw. einen mehrdimensionalen Körper benutzen.
Darauf hinzuweisen ist, dass die Vermittlungsinstanz – hier mit dem mehrdeutigen Ausdruck „Begriff“ bezeichnet – sehr unterschiedlich gesehen wird, was aus dem Terminologiebefund unten deutlich wird.
Das semiotische Dreieck ist Veranschaulichung eines Zeichenverständnisses, das dem Zeichenbegriff von
Ferdinand de Saussure, wonach ein Zeichen eine „psychische Einheit“ zwischen einem „akustischen Bild“ (Signifikanten) und einem „Begriff“ (Signifikat) (bei ihm im Sinne einer psychischen Vorstellung) sein soll, widersprechen dürfte: statt der „Papierblattmetapher“ für das Verhältnis von Signifikant/Signifikat (von de Saussure) wird im semiotischen Dreieck eine optische Trennung und Distanzierung von Zeichenkörper und Begriff (Sinn) vorgenommen.
Das semiotische Dreieck blendet auch pragmatische Bedingungen und Bezüge aus bzw. reduziert sie auf die semantische Dimension und wird daher von pragmatischen Bedeutungstheorien kritisiert (vgl. Semiotik).
Das Fehlen einer unmittelbaren Beziehung zwischen Zeichen und Gegenstand wird zugleich als Ausdruck der (von de Saussure betonten) Arbitrarität und Konventionalität von Zeichen interpretiert.

## Geschichte
Man muss unterscheiden zwischen dem semiotischen Dreieck als Bild und einem dreiseitigen (triadischen) Zeichenbegriff, dessen Veranschaulichung es dient.
Verbreitet wird die sprachwissenschaftliche Entwicklung so dargestellt, als gäbe es ein semiotisches Dreieck erst seit Ogden/Richards, die damit einen nur zweigliedrigen Zeichenbegriff von de Saussure modifiziert/überwunden hätten. Es heißt, bis ins 19. Jahrhundert sei der Zeichenbegriff im Wesentlichen hinsichtlich seines Sachbezugs als „zweistellige Relation“ diskutiert worden.
Andere betonen den zugrunde liegenden dreiseitigen („triadischen“) Zeichenbegriff, der meist bei Aristoteles, mitunter auch schon bei Platon angesetzt wird.

### Platon
Schon bei Platon findet sich ein gedankliches Wort-Gegenstand-Modell zwischen Namen (Zeichen) – Idee (Begriff) und Ding.

### Aristoteles
Bei Aristoteles ist ein Zeichen (semeion, damit meint er ein Wort) ein Symptom für eine Seelenregung, d. h. für etwas, das der Sprecher sich vorstellt. Diese Vorstellung des Sprechers ist dann ein Ikon für ein Ding. Dies sind für ihn die primären Zeichenrelationen (rot in der untenstehenden Figur). Davon abgeleitet ist die sekundäre Zeichenrelation (schwarz in der Figur).

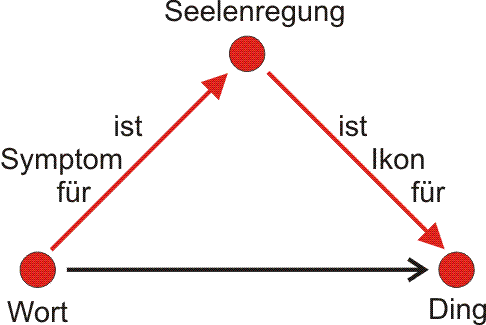
Das Semiotische Dreieck bei Aristoteles

Seit Aristoteles wird vertreten, dass Zeichen Dinge der Welt nicht unvermittelt, sondern vermittelt über einen „Begriff“, „Vorstellung“ etc. bezeichnen. Dies bedeutet eine Differenzierung gegenüber der einfachen aliquid-stat-pro-aliquo-Konzeption und ist „für die ganze Geschichte der Semiotik entscheidend“. Bei Aristoteles stehen „Zeichen […] für Sachen, welche von den Bewußtseinsinhalten abgebildet worden sind“. „Die Sachen werden von den Zeichen nicht präsentiert, sondern repräsentiert.“. Die Interpretation von De interpretatione ist dabei seit Jahrtausenden kontrovers. Die oben wiedergegebene Interpretation entspricht einer psychologischen Deutung, die einen Psychologismus nahelegt. Dies erscheint fraglich, da Aristoteles eher einen erkenntnistheoretischen Realismus vertreten haben dürfte.

### Scholastik
In der Sprachphilosophie der Scholastik finden sich Überlegungen zum Dreierschema res (Sache, Ding), intellectus (Verstand, Gedanken, Begriff), vox (Wortzeichen).

### Logik von Port-Royal
In der Grammatik von Port-Royal (Mitte des 17. Jh.) soll das semiotische Dreieck eingeführt worden sein. In der Logik von Port-Royal sind die Gegenstände und die Sprachzeichen nicht unmittelbar, sondern über Universalien miteinander verknüpft.

### Kant
Nach Kant ist das zwischen Begrifflichkeit und Sinnlichkeit bzw. Gegenstand vermittelnde Element das Schema als ein bildhaftes und anschauliches Zeichen. Das Verfahren des Verstandes, mit Hilfe der ‚Einbildungskraft‘ die reinen Verstandesbegriffe zu versinnlichen, heißt Schematismus.

### Schopenhauer
Auch Arthur Schopenhauer, ein deutscher Philosoph des 19. Jahrhunderts, unterscheidet in seinem Hauptwerk Die Welt als Wille und Vorstellung strikt zwischen Wort, Begriff und Anschauung.

### Ausblendung des Referenzbezugs im Zeichenmodell von de Saussure
Nach Ferdinand de Saussure ist ein Zeichen die Verbindung eines Ausdrucks (frz.: signifiant) mit einem Inhalt (frz.: signifié), wobei das Zeichen als „psychische Einheit mit zwei Seiten“ aufgefasst wurde. In diesem zweigliedrigen (dyadischen) Zeichenmodell „hat die reale Welt keine Bedeutung“: „Hier Bezeichnetes als geistige Vorstellung, dort Bezeichnendes als dessen Materialisation in der Sprache, aber kein Platz für das Objekt selbst“.

### Triadisches Zeichenmodell nach Peirce
Charles S. Peirce entwickelte eine pragmatische Semiotik und die Pragmatik soll auf dem triadischen Zeichenmodell von Peirce beruhen. Statt eines dyadischen entwickelte Peirce ein kommunikativ-pragmatisches, triadisches Zeichenmodell: Das Zeichen ist eine „triadische Relation (semiotisches Dreieck)“. Dies, indem er zu Zeichenmittel und Objekt den „Interpretanten“ ergänzte, d. h. die Bedeutung, die durch Interpretation der Zeichenbenutzer (Sprecher bzw. Hörer) in einem Handlungszusammenhang zustande kommt.
„Das, was als Bewusstseinsinhalt erscheint, der Interpretant, ist der individuell erkannte Sinn, der seinerseits kulturell vor- oder mitgeprägt sein kann. Daher wird in diesem Konzept die Zeichenbedeutung (…) auch als „kulturelle Einheit“ (Eco, 1972) postuliert.“
Peirce-Interpreten wie Floyd Merrell oder Gerhard Schönrich wenden sich gegen die Dreiecksdarstellung peircescher Zeichentriaden, da sie suggerieren könnte, dass sich die irreduzible triadische Relation zerlegen lasse in einzelne zweistellige Relationen. Stattdessen schlagen sie eine Y-förmige Darstellung vor, bei der die drei Relate jeweils durch eine Linie mit dem Mittelpunkt verbunden sind, aber entlang der Seiten des „Dreiecks“ keine Linien verlaufen.

### Charles Kay Ogden / Ivor Armstrong Richards
Als „die“ Vertreter eines dreiseitigen Zeichenmodells bzw. eines semiotischen Dreiecks (unter Ausblendung ihrer Vorläufer) werden verbreitet Charles Kay Ogden und Ivor Armstrong Richards angeführt. Diese erkannten eine Welt außerhalb des menschlichen Bewusstseins ausdrücklich an und wandten sich gegen „idealistische Konzepte“.
Nach Charles Kay Ogden und Ivor Armstrong Richards symbolisiert das Zeichen (symbol) etwas und ruft einen entsprechenden Bewusstseinsinhalt (reference) hervor, der sich auf das Objekt (referent) bezieht. Das semiotische Dreieck wird wie folgt erklärt: „Umweltsachverhalte werden im Gedächtnis begrifflich bzw. konzeptuell repräsentiert und mit Sprachzeichen assoziiert. So ist z. B. das Wort „Baum“ ein Sprachzeichen, das mit dem Begriff bzw. Konzept von „BAUM“ assoziiert ist und über diesen auf reale Bäume (Buchen, Birken, Eichen usw.) verweisen kann.“.